# فضلی ارییلماز
فضلی ارییلماز (به انگلیسی: Fazlı Eryılmaz؛ زادهٔ ۱ ژانویهٔ ۱۹۹۷) یک کشتی‌گیر آزادکار اهل کشور ترکیه است.
از افتخارات وی می‌توان به کسب مدال برنز قهرمانی کشتی جهان ۲۰۲۱ اشاره کرد.

## فعالیت حرفه‌ای

### قهرمانی کشتی جهان ۲۰۲۱
ارییلماز در وزن ۷۴ کیلوگرم کشتی آزاد قهرمانی کشتی جهان ۲۰۲۱ اسلو شرکت کرد، او در مسابقه اول و دوم مادوشانکا ویجسوریا از سریلانکا و زیلیمخان توهوزوف از اوکراین را مغلوب کرد اما در مسابقه بعد به کایل داک از آمریکا باخت و با توجه به حضور این کشتی‌گیر در فینال، به دیدار شانس مجدد رفت. او در مرحله شانس مجدد واسیل دیاکون از مولداوی را شکست داد و به دیدار رده‌بندی رسید. وی در این دیدار عظمت نوریکائو از بلاروس را شکست داد و مدال برنز را بدست آورد.